# Ocinebrina paddeui
Ocinebrina paddeui is een slakkensoort uit de familie van de Muricidae. De wetenschappelijke naam van de soort is voor het eerst geldig gepubliceerd in 2006 door Bonomolo & Buzzurro.